# Jacksonia fasciculata
Jacksonia fasciculata är en ärtväxtart som beskrevs av Meissner. Jacksonia fasciculata ingår i släktet Jacksonia och familjen ärtväxter. Inga underarter finns listade i Catalogue of Life.